# Cimeliidae
Famille
Les Cimeliidae sont une famille de lépidoptères (papillons) de la super-famille des Drepanoidea.
Cette famille était auparavant nommée « Axiidae », mais en raison d'une homonymie avec une famille de crustacés décapodes, ce nom a été remplacé en 2007 par Cimeliidae.

## Liste des genres et espèces
La famille comprend deux genres et six espèces :
- genre Axia :
  - Axia olga (Staudinger, 1900)
  - Axia margarita (Hübner, [1813]) – la Timie-perle
  - Axia napoleona Schawerda, 1926 – la Timie corse
  - Axia nesiota Reisser, 1962
  - Axia vaulogeri (Staudinger, 1892)

- genre Epicimelia :
  - Epicimelia theresiae Korb, 1900

Trois espèces se rencontrent en Europe, Axia margarita, Axia napoleona et Axia nesiota.